# Esarcus fiorii
Esarcus fiorii är en skalbaggsart som beskrevs av Edmund Reitter 1887. Esarcus fiorii ingår i släktet Esarcus och familjen vedsvampbaggar. Inga underarter finns listade i Catalogue of Life.